# Lulach di Scozia
Lulach mac Gille Coemgáin (1032 – Strathbogie, 17 marzo 1058) è stato re di Scozia dal 15 agosto 1057 al 17 marzo 1058.

## Biografia

### Origini
Era figlio di primo letto della regina di Scozia Gruoch (la Lady Macbeth shakespeariana) e del defunto mormaer del Moray Gille Coemgáin, un capo scoto semi-indipendente. Re Macbeth era il suo patrigno, e non avendo figli lo fece proprio erede al trono.

### Breve regno
A seguito della morte in battaglia del patrigno nel 1057, i suoi seguaci posero Lulach sul trono, malgrado la forte resistenza da parte della fazione dei Dunkeld.
Sembra essere stato un re debole, ed effettivamente fu conosciuto come "Lulach il Semplice" o "Lulach lo Sciocco" (Fatuus). Tuttavia si distinse per essere il primo re di Scozia per il quale si sono avuti dettagli circa l'incoronazione: fu infatti incoronato nell'agosto del 1057 a Scone.
Lulach regnò soltanto per alcuni mesi prima di essere assassinato da Malcolm Canmore, rivale di Macbeth, che gli succedette. Si crede sia sepolto sull'isola santa di Iona, intorno al monastero. La posizione esatta della sua tomba è però sconosciuta.

## Matrimonio e discendenza
Lulach ebbe almeno due figli: suo figlio Máel Snechtai fu conte-re di Moray dopo di lui, mentre Óengus di Moray fu il figlio della figlia di Lulach.

## Ascendenza
|                   |                       |                | Genitori |  |  | Nonni |  |  | Bisnonni           |  |  | Trisnonni |  |
|                   |                       |                |          |  |  |       |  |  | Ruaidhri del Moray |  |  | …         |  |
|                   |                       |                |          |  |  |       |  |  | Ruaidhri del Moray |  |  | …         |  |
|                   |                       | …              |          |  |  |       |  |  | Ruaidhri del Moray |  |  |           |  |
| Maelbrigte        |                       |                |          |  |  |       |  |  | Ruaidhri del Moray |  |  |           |  |
|                   |                       | …              | …        |  |  |       |  |  |                    |  |  |           |  |
|                   |                       | …              | …        |  |  |       |  |  |                    |  |  |           |  |
|                   |                       | …              | …        |  |  |       |  |  |                    |  |  |           |  |
| Gille Coemgáin    |                       | …              |          |  |  |       |  |  |                    |  |  |           |  |
|                   |                       | …              | …        |  |  |       |  |  |                    |  |  |           |  |
|                   |                       | …              | …        |  |  |       |  |  |                    |  |  |           |  |
|                   |                       | …              | …        |  |  |       |  |  |                    |  |  |           |  |
| …                 |                       | …              |          |  |  |       |  |  |                    |  |  |           |  |
|                   |                       | …              | …        |  |  |       |  |  |                    |  |  |           |  |
|                   |                       | …              | …        |  |  |       |  |  |                    |  |  |           |  |
|                   |                       | …              | …        |  |  |       |  |  |                    |  |  |           |  |
| Lulach di Scozia  |                       | …              |          |  |  |       |  |  |                    |  |  |           |  |
|                   | Kenneth III di Scozia | Dubh di Scozia |          |  |  |       |  |  |                    |  |  |           |  |
|                   | Kenneth III di Scozia | Dubh di Scozia |          |  |  |       |  |  |                    |  |  |           |  |
|                   | Kenneth III di Scozia | …              |          |  |  |       |  |  |                    |  |  |           |  |
| Boite mac Cináeda | Kenneth III di Scozia |                |          |  |  |       |  |  |                    |  |  |           |  |
|                   |                       | …              | …        |  |  |       |  |  |                    |  |  |           |  |
|                   |                       | …              | …        |  |  |       |  |  |                    |  |  |           |  |
|                   |                       | …              | …        |  |  |       |  |  |                    |  |  |           |  |
| Gruoch di Scozia  |                       | …              |          |  |  |       |  |  |                    |  |  |           |  |
|                   |                       | …              | …        |  |  |       |  |  |                    |  |  |           |  |
|                   |                       | …              | …        |  |  |       |  |  |                    |  |  |           |  |
|                   |                       | …              | …        |  |  |       |  |  |                    |  |  |           |  |
| …                 |                       | …              |          |  |  |       |  |  |                    |  |  |           |  |
|                   |                       | …              | …        |  |  |       |  |  |                    |  |  |           |  |
|                   |                       | …              | …        |  |  |       |  |  |                    |  |  |           |  |
|                   |                       | …              | …        |  |  |       |  |  |                    |  |  |           |  |
|                   |                       | …              |          |  |  |       |  |  |                    |  |  |           |  |